# Vintebbio
Vintebbio è una frazione del comune di Serravalle Sesia situata a 297 m s.l.m. Prima di essere aggregata a Serravalle fu capoluogo di un comune autonomo.

## Geografia fisica
Vintebbio è collocata nella bassa Valsesia circa tre km a sud del capoluogo. Sorge sul fondovalle ai piedi delle colline, in destra idrografica della Sesia.

## Storia

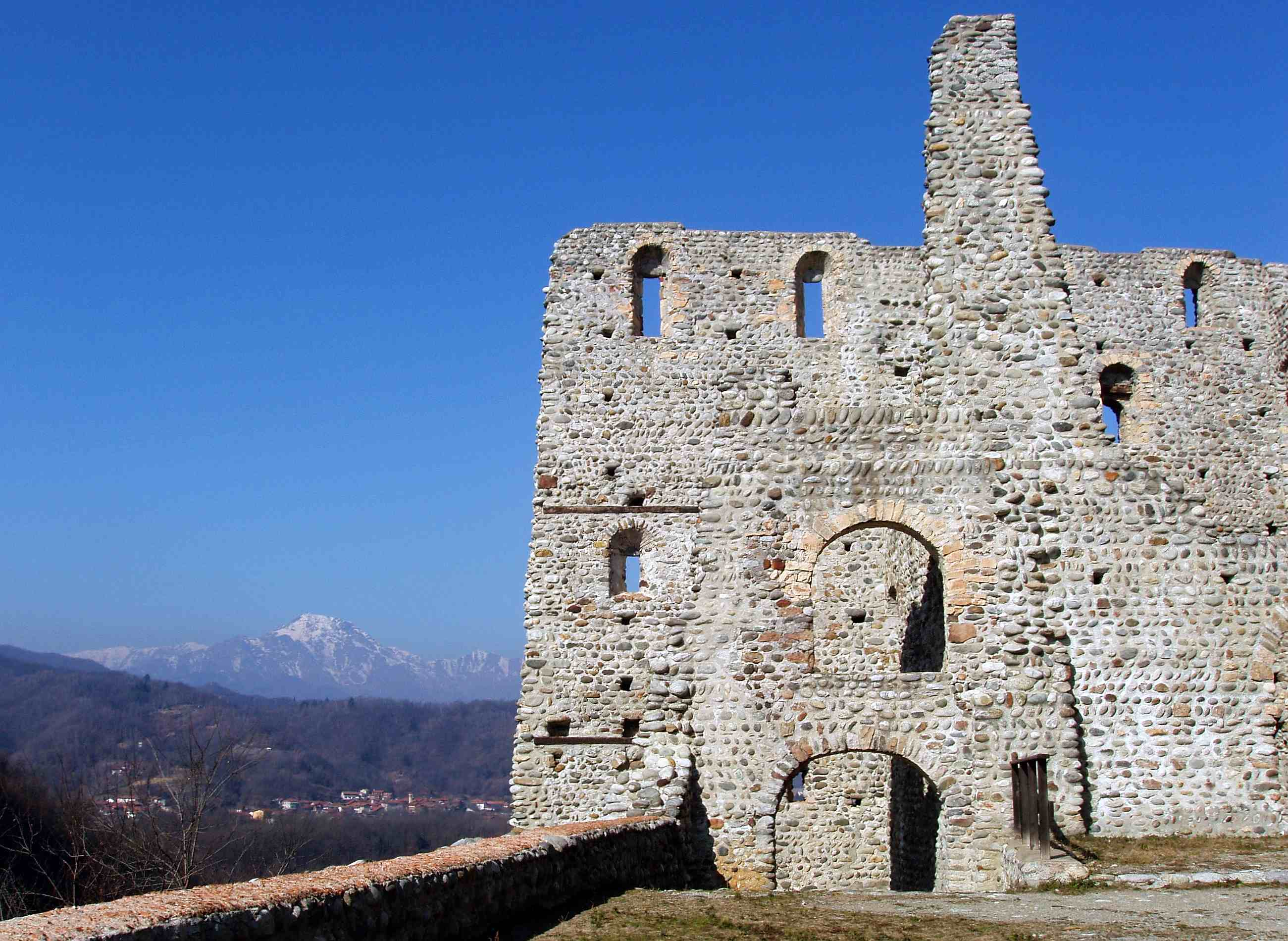
Il castello; sullo sfondo il monte Barone

Vintebbio fu comune autonomo fino al 1927, anno nel quale fu unito a Serravalle.
Il codice ISTAT del comune soppresso era 002829, il codice catastale (valido fino al 1983) era M061

## Edifici notevoli
- Il castello fu costruito attorno al IX secolo ad opera dei Vescovi di Vercelli[6] e divenne un singolare consortile retto da varie famiglie nobili tra cui gli Arborio, gli Avogadro, i Bellini, i Biamino, i De Rege, i Delvecchio, i Gattinara, i Salomone. Fu infine smantellato dai valsesiani nel 1559. Oggi ne restano le massicce rovine sul colle che domina il paese.[7]
- Chiesa parrocchiale di San Giuseppe.

## Infrastrutture e trasporti
Tra il 1880 e il 1933 Vintebbio fu servita dalla tranvia Vercelli-Aranco.

## Galleria immagini

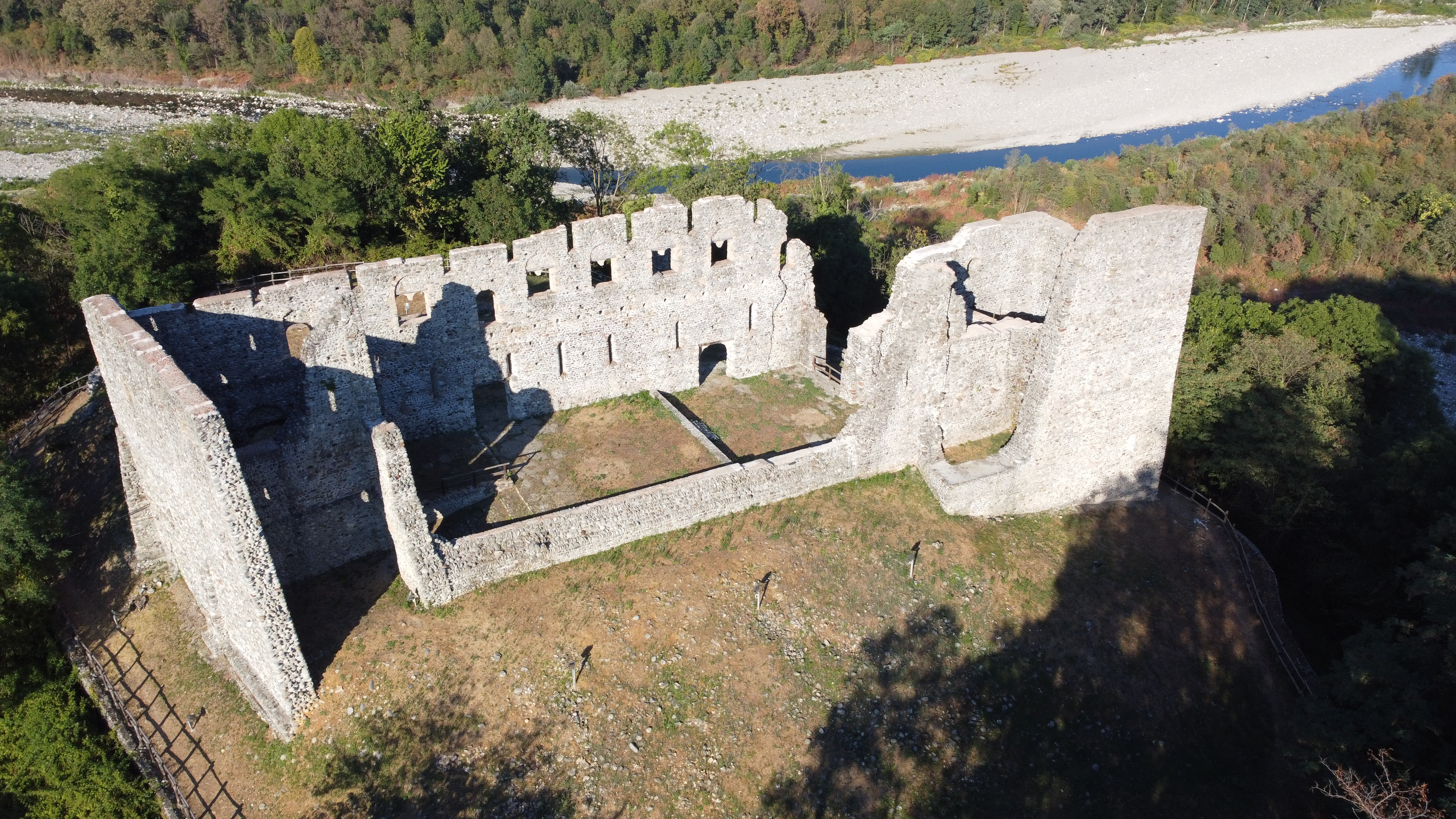
Castello visto dall'alto